# Mad Mix
Mad Mix is een computerspel dat is gemaakt door Topo Soft. Het pacman-spel werd in 1988 uitgebracht voor de Amstrad CPC, Atari ST, Commodore 64, DOS, MSX en de ZX Spectrum. 